# Jodelet
Pour les articles homonymes, voir Jodelet (homonymie) et Bedeau.
Julien Bedeau, dit Jodelet, est un comédien français né le 11 septembre 1586 à Angers et mort le 26 mars 1660 à Paris. Il finit sa carrière dans la troupe de Molière.

## Biographie
En 1620, Jodelet faisait déjà partie de la troupe du théâtre du Marais. Par ordre du roi, il passa en 1634 à l’hôtel de Bourgogne, mais il retourna à son premier théâtre en 1642. Il était devenu alors une gloire des scènes parisiennes. Henry Lyonnet le décrit ainsi : « Grand, maigre, laid, les yeux petits et vifs, les sourcils épais, la bouche grande, le nez long et concave, il n’avait qu’à se montrer pour exciter le rire. » De plus sa voix était très nasillarde, ce qui rendait son jeu encore plus burlesque.
Il s’était spécialisé dès ses débuts dans les rôles de valet, et il avait fini par en créer un type original. C’était une sorte de valet trivial, goulu, poltron, lubrique, rusé, ignoble dans ses plaisanteries, avec un visage barbu, moustachu et enfariné, riant de tout, entassant bévues sur bévues, faisant des bêtises énormes qui, naturellement, retombaient sur le nez de son maître.
Cet acteur-personnage devint si fameux, que les auteurs écrivirent des pièces pour lui.
Scarron s'avisa le premier qu'on pourrait faire paraître Jodelet en scène sous son propre nom, suffisamment répandu pour attirer le public. Il fit Jodelet ou le Maître valet (1645), et Jodelet duelliste (1646). D’Ouville écrivit Jodelet astrologue (1646), et Thomas Corneille Jodelet prince (1655), que Jodelet joua.
À Pâques 1659, Molière, qui venait de se fixer à Paris, désira s’attacher ce comique exceptionnel. Il y réussit, parvenant également à débaucher son frère, L'Espy, du théâtre du Marais, où ils jouaient tous les deux. Molière utilisa de suite son nouveau compagnon et reprit dès le 16 juin, Jodelet Maître, et le 25 juillet, Jodelet Prince. Molière essayait ainsi d'amener au Petit-Bourbon l'ancienne clientèle de la rue Vieille-du-Temple.
Ils débutèrent ensemble dans Les Précieuses ridicules, Jodelet dans le personnage du vicomte de Jodelet, que Molière créa tout spécialement pour lui. Soit ce fut Jodelet qui tint à conserver le même maquillage enfariné qu’au Marais, soit ce fut Molière qui le désira, afin que le public retrouvât son fameux comique ; toujours est-il que Jodelet joua le rôle du Vicomte le visage blanchi. Cela demanda une explication que fournit Mascarille (Molière) à la scène XI :
Mascarille : « Ne vous étonnez pas de voir le Vicomte de la sorte : il ne fait que sortir d’une maladie qui lui a rendu le visage pâle comme vous le voyez. »
Jodelet répond crânement : « Ce sont fruits des veilles de la Cour et des fatigues de la guerre. » L’effet de ce clin d’œil aux spectateurs fit beaucoup rire à l’époque, car le public savait que Jodelet pâlissait à la vue d'une épée.
Il ne joua pas d’autre pièce avec la troupe de Molière. Sa carrière de comique allait s’arrêter là. Il mourut à environ 60 ans, le Vendredi Saint de 1660, rue des Poulies à Paris, et fut enterré le lendemain à Saint-Germain-l'Auxerrois.
Pendant la Fronde, des pamphlétaires utilisaient le nom de Jodelet dans leurs mazarinades pour attirer les lecteurs, sans se soucier du parti véritable de l'intéressé, et qui demeurera toujours inconnu. Dans le Dialogue de Jodelet et de Lorviatan sur les affaires de ce temps (1649), nous le voyons menacer, comme dans les comédies où il fanfaronnait sans cesse, de « réduire en cendres » Mazarin. Au contraire, lorsqu'en janvier 1650, l'emprisonnement de Condé à Vincennes souleva la Fronde des Princes, un autre libelle, intitulé Jodelet sur l'emprisonnement des Princes est une violente attaque contre Condé, son frère, le Prince de Conti, et son beau-frère, le duc de Longueville.
Jodelet apparaît également dans Cyrano de Bergerac d'Edmond Rostand.

## Quelques-uns de ses rôles
- Cliton, valet de Dorante, dans Le Menteur de Pierre Corneille (1644) ;
- Cliton, valet de Dorante, dans La Suite du Menteur de Pierre Corneille (1645) ;
- Jodelet dans Jodelet ou le Maître valet de Scarron (1645) ;
- Jodelet dans Jodelet duelliste de Scarron (1646) ;
- Jodelet dans Jodelet astrologue de D’Ouville (1646) ;
- Jodelet dans Jodelet prince de Thomas Corneille (1646) ;
- Jodelet dans Deniaisé de Gillet de la Tessonnerie (1647) ;
- Le vicomte de Jodelet, valet de du Croisy, dans Les Précieuses ridicules le 18 novembre 1659.

## Sources
- Henry Lyonnet, Dictionnaire des comédiens français, Bibliothèque de la revue Universelle Internationale Illustrée, Paris et Genève, 1902-1908 ;
- Pierre Larousse, Grand Dictionnaire Universel du XIXe siècle ;
- François Rémond, Les Héros de la farce. Répertoire des comédiens-farceurs des théâtres parisiens (1612-1686), Paris, Honoré Champion, 2023, 786 p. (ISBN 9782745358899, OCLC 1379761161).
- Théâtre complet de Molière, Le Livre de poche.